# Ostružno (Nezdice na Šumavě)

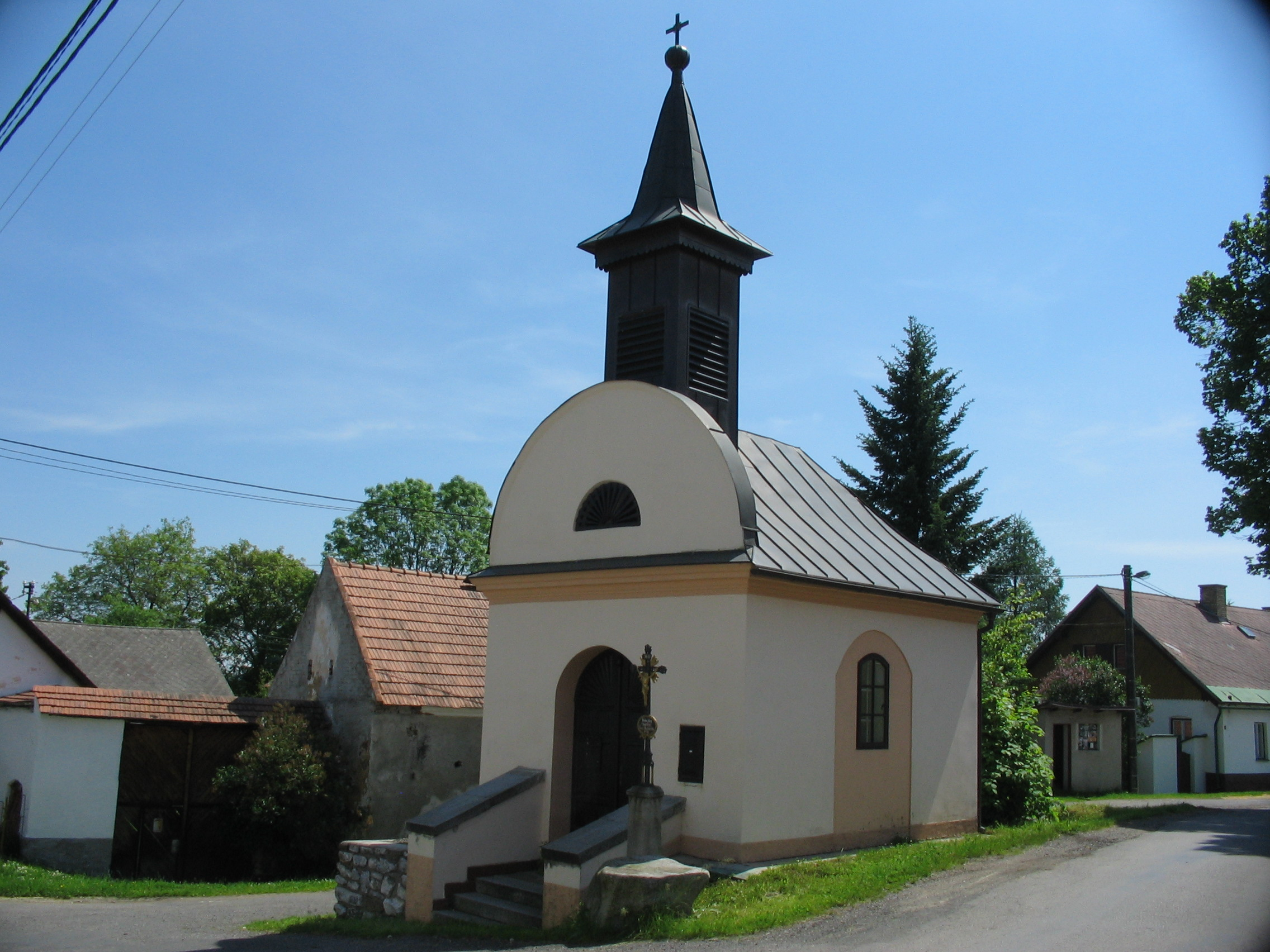
Kapelle Mariä Himmelfahrt

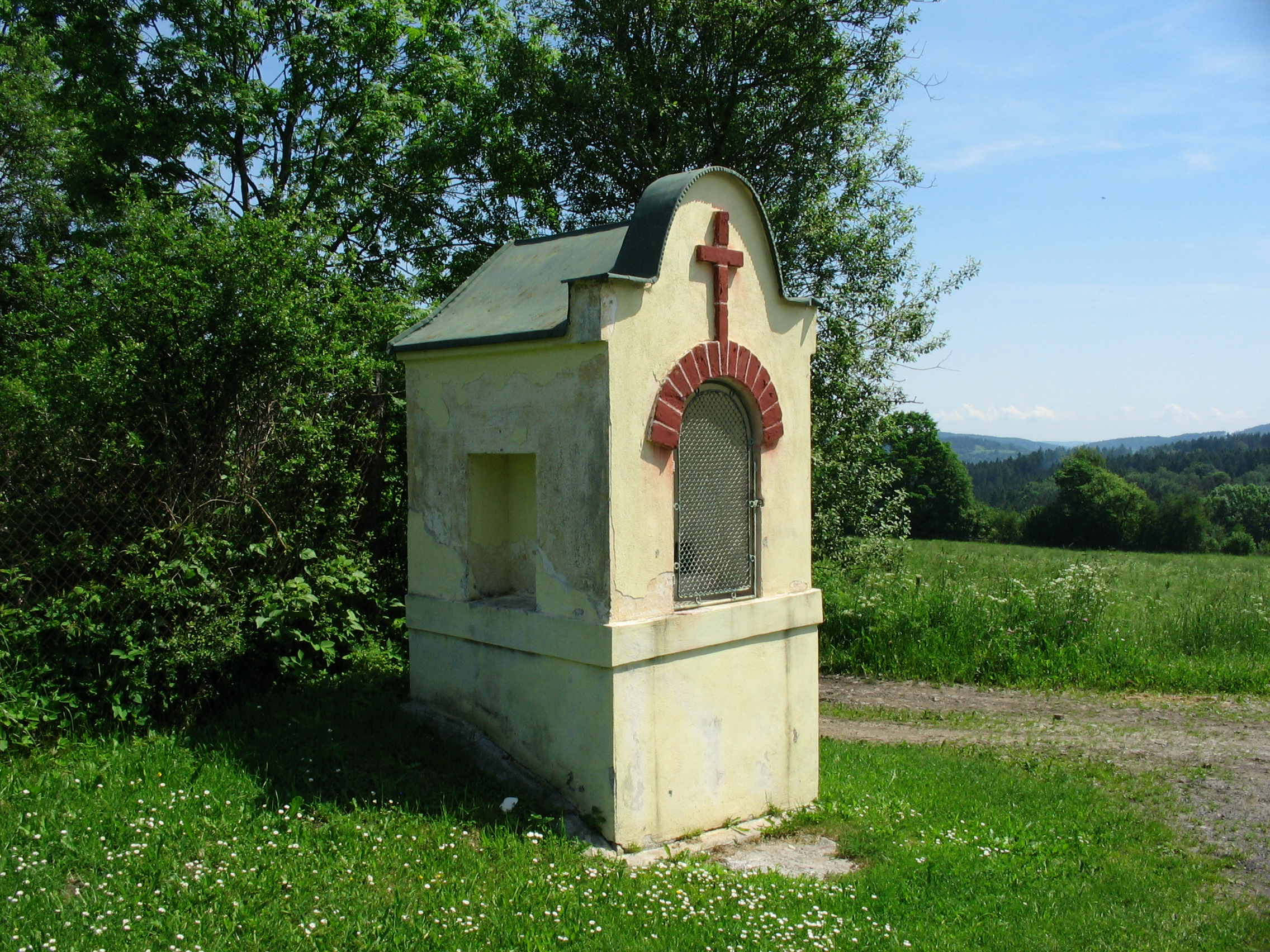
Nischenkapelle

Ostružno (deutsch: Wostruschna, 1939–45: Ostrosen) ist ein Ortsteil der Gemeinde Nezdice na Šumavě in Tschechien. Er liegt fünf Kilometer nordöstlich von Kašperské Hory und gehört zum Okres Klatovy.

## Geographie
Ostružno befindet sich am Rande des Naturparks Kašperská vrchovina in den Šumavské podhůří (Böhmerwaldvorland). Im Ort entspringen die Bäche Šimanovský potok und Strádalský potok. Östlich erhebt sich die Vápenice (734 m), im Südosten der Ždánov (Zosumberg, 1064 m), südlich der Kokšův vrch (807 m) und der U Pískovny (Geierleberg, 1041 m), im Südwesten der Zámecký vrch (Schlossberg, 921 m), westlich der Na Vinici (777 m) und der Nadějov (873 m) sowie im Nordwesten der Sedlo (902 m).
Nachbarorte sind Kakánov, Šimanov und Napajedla im Norden, Strádal, Hamr und Věštín im Nordosten, Nezdice na Šumavě im Osten, Pazderna, Papírna, Pohorsko und Záluží im Südosten, Kukanda, Ždánov und České Domky im Süden, Žlíbek, Tuškov und Nový Dvůr im Südwesten, Klepačka, U Jakubů, Trnové Dvory, Bohdašice und Humpolec im Westen sowie Platoř, Milčice, Záluží und Albrechtice im Nordwesten.

## Geschichte
Archäologische Funde belegen eine Besiedlung der Gegend seit dem 1. Jahrhundert v. Chr. Ostružno entstand vermutlich im Zuge des Binnenkolonisation als Grenzdorf am Rande des unbesiedelten Grenzwaldes. Bereits vor der Erhebung von Reichenstein zur königlichen Bergstadt im Jahre 1345 gehörten Teile von Nezdice, Ostružno und Pohorsko zu der Bergsiedlung. Die erste urkundliche Erwähnung von Ostružno erfolgte jedoch erst 1450. Neben dem Reichensteiner Anteil gehörte der übrige des Dorfes zur Herrschaft Žihobce. Zu deren Besitzern gehörten zu Beginn des 16. Jahrhunderts die Herren von Riesenberg, danach Christoph Kotz von Dobrz, ab 1609 Ludmilla Kotz von Chudenitz. Ihr folgte Jaroslav Bukovanský Pinta von Bukovany, dessen Besitz nach der Schlacht am Weißen Berg konfisziert und dem kaiserlichen Obristen Martin de Hoeff Huerta übereignet wurde. Anschließend wechselten sich verschiedene kaiserliche Militärs, darunter Ferdinand Freiherr von Lanau als Besitzer ab. Im Jahre 1645 bestand Ostružno aus 15 Anwesen. 1710 kaufte Johann Philipp von Lamberg die Herrschaft Žihobce mit den Dörfern Žihobce, Nezdice, Ostružno, Rozsedly, Věštín, Strašín und Zosum von Anna Franziska Iselin und schlug sie seiner Herrschaft Žichovice zu. Ihn beerbte Franz Anton Reichsfürst von Lamberg, der die vereinigten Güter im Jahre 1716 zu einem Fideikommiss erhob. Danach folgte 1760 dessen Sohn Johann Friedrich Reichsfürst von Lamberg, der 1797 ohne Nachkommen verstarb. Durch das Erlöschen der reichsfürstlichen Linie fielen deren Würde, Güter und Ämter 1804 an Johann Friedrichs Neffen Karl Eugen († 1831) aus der jüngeren Linie der Lamberger, der damit zum Reichsfürsten von Lamberg, Freiherrn von Ortenegg und Ottenstein auf Stöckern und Amerang erhoben wurde. Sein ältester Sohn Gustav Joachim Fürst von Lamberg trat das Erbe 1834 an. 1788 bestand Wostružno aus 30 Häusern, die zwischen der Herrschaft Schichowitz und der Stadt Bergreichenstein aufgeteilt waren.
Im Jahre 1838 bestand Wostružno bzw. Ostružno aus 31 Häusern mit 177 tschechischsprachigen Einwohnern. Davon gehörten 23 Häuser zum Gut Žihobetz und acht Häuser mit 55 Einwohnern, darunter ein Wirtshaus zum Dominium Bergreichenstein. Bei Wostružno wurde ein ergiebiger Kalkbruch betrieben. Pfarrort war Albrechtsried. Bis zur Mitte des 19. Jahrhunderts blieb Wostružno immer zwischen der Fideikommissherrschaft Schichowitz samt den Gütern Raby, Budietitz, Žihobetz und Stradal sowie dem Dominium Bergreichenstein geteilt.
Nach der Aufhebung der Patrimonialherrschaften bildete Ostružno ab 1850 eine Gemeinde im Gerichtsbezirk Schüttenhofen. Ab 1868 gehörte das Dorf zum Bezirk Schüttenhofen. Bei Ostružno wurden eine Kalkbrennerei, Kalk- und Marmorbrüche und eine Ziegelei betrieben. 1874 begann eine österreichische Gesellschaft im Steinbruch am Kokšův vrch mit der Gewinnung von Marmorblöcken für Denkmäler, außerdem wurde auch ein Dioritsteinbruch angelegt. Im selben Jahre erfolgte der Bau der Schule. Im Zuge der Aufhebung des Okres Sušice wurde Ostružno 1960 dem Okres Klatovy zugeordnet. Am 30. April 1976 erfolgte die Eingemeindung nach Nezdice.
Im Jahre 1991 hatte Ostružno 90 Einwohner. 2001 bestand der Ort aus 64 Wohnhäusern, in denen 57 Menschen lebten. Insgesamt besteht Ostružno aus 79 Häusern.

## Ortsgliederung
Der Ortsteil Ostružno besteht aus den Grundsiedlungseinheiten Klepačka und Ostružno.
Der Ortsteil bildet den Katastralbezirk Ostružno na Šumavě.

## Sehenswürdigkeiten
- Kapelle Mariä Himmelfahrt am Dorfplatz, erbaut 1860
- Nischenkapelle
- Ruine der Burg Kašperk, südwestlich des Dorfes auf dem Zámecký vrch